# Ulrich Bräker
Ulrich Bräker, né à Wattwil le 22 décembre 1735 et mort à Wattwil en 11 septembre 1798, est un écrivain suisse.

## Biographie
Alors qu'il désirait devenir prédicateur, il est engagé comme mercenaire dans l'armée prussienne dont il déserte lors de la bataille de Lobositz en 1756 pour retourner en Suisse. Il se lance ensuite sans succès dans un commerce de fil tout en rédigeant son journal intime de 1768 à 1798. C'est en 1788 qu'il publie son ouvrage le plus connu, « Le pauvre homme du Toggenbourg », qui deviendra son surnom et qui sera par la suite traduit dans de nombreuses langues.

Costume du Toggenburg, Ulrich et Salomé Bräker par Josef Reinhard, 1801 (Archives nationales de Suisse).

Il pose en 1801 avec sa femme Salomé pour le peintre Josef Reinhard, dans le cadre de sa série de peintures des costumes traditionnels suisses.

## Postérité
Il est le sujet principal d’une pièce de théâtre biographique, Ueli Bräker, écrite par Paul Steinmann et jouée en plein air devant sa maison d’enfance à l’été 2018.

## Ouvrages traduits en français
- Le Pauvre Homme du Toggenbourg, sa vie et ses aventures [« Lebensgeschichte und Natürliche Ebenteuer des Armen Mannes im Tockenburg »], Lausanne, L'Âge d'Homme, 1985, 268 p. (BNF 35582361) ; rééd. L'Âge d'Homme, coll. Poche Suisse, 268 p., 1995  (ISBN 978-2825108055)
  - Nouvelle trad. Histoire de la vie et aventures naturelles de l'homme pauvre du Toggenburg, trad. fr. François Colson, Paris, Les Belles Lettres, coll. Bibliothèque allemande, 336 p., 2016  (ISBN 978-2251830124)